# Anthurium veitchii
Anthurium veitchii är en kallaväxtart som beskrevs av Maxwell Tylden Masters. Anthurium veitchii ingår i släktet Anthurium och familjen kallaväxter. Inga underarter finns listade.

## Bildgalleri

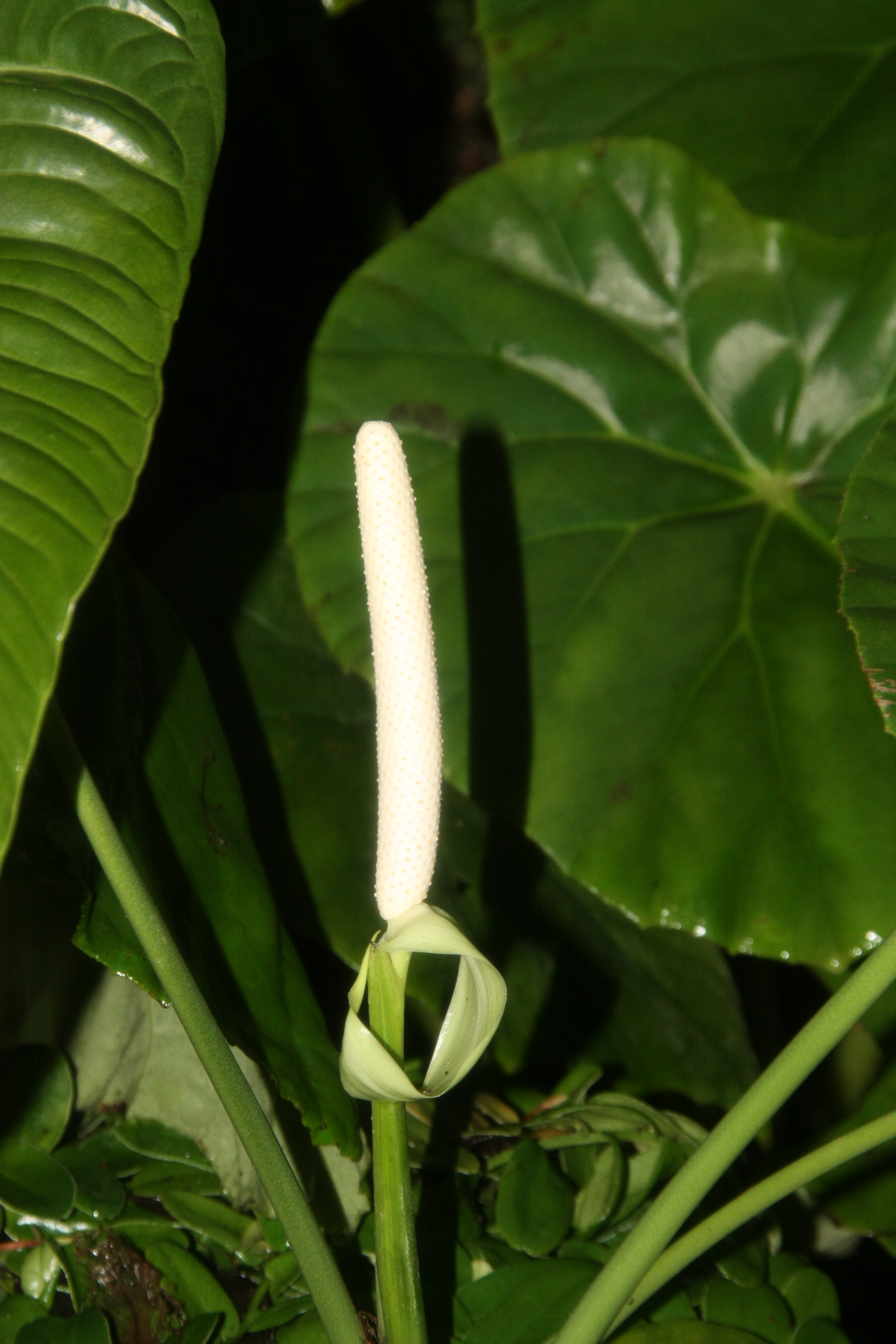